# Hoploscopa luteomacula
Hoploscopa luteomacula là một loài bướm đêm trong họ Crambidae.